# بيت الباردة (أرحب)

تعديل مصدري - تعديل

بيت الباردة هي إحدى قرى عزلة بني مرة بمديرية أرحب التابعة لمحافظة صنعاء، بلغ تعداد سكانها 151 نسمة حسب تعداد اليمن لعام 2004.